# Midsommar
Midsommar is een Amerikaans-Zweedse horrorfilm uit 2019 geschreven en geregisseerd door Ari Aster. De hoofdrollen worden vertolkt door Florence Pugh, Jack Reynor, William Jackson Harper, Vilhelm Blomgren en Will Poulter. Hoewel de film zich afspeelt in Zweden, vonden de opnames plaats in Boedapest in de zomer en herfst van 2018.
De film ging in première op 24 juni 2019 in Los Angeles en kwam een maand later uit in Nederland. Midsommar ontving goede kritieken van critici; vooral het regiewerk van Aster en het acteerwerk van Pugh werd geprezen.

## Verhaal
Dani Ardor krijgt een zware klap wanneer haar zus Terri zelfmoord pleegt en daarbij ook hun ouders ombrengt. Ze probeert steun te vinden bij haar vriend Christian Hughes. Hoewel hij zijn betrokkenheid toont, gaat zijn belangstelling vaker uit naar andere dingen. Christian is een student culturele antropologie. Hij gaat in op een uitnodiging van zijn Zweedse vriend Pelle die hem en hun vrienden Josh en Mark vraagt om mee te gaan naar Zweden. Pelle is daar opgegroeid in een commune genaamd 'de Hårga' en zijn volk viert dat jaar het Midzomerfeest op een wijze waarop ze dat maar eens in de negentig jaar doet. Nadat Dani bij toeval over de reis hoort, vraagt Christian haar mee.
De groep komt aan op een weiland op een afgelegen locatie in Hälsingland. Hier maken ze kennis met verschillende leden van de commune, waaronder Ingmar. Die heeft op zijn beurt het Engelse stel Simon en Connie meegenomen als zijn gasten. Ze krijgen direct paddo's. Dani slaat het aanbod in eerste instantie af, maar laat zich overhalen om als alternatief paddothee te drinken. Ze moet dit bekopen met hallucinaties over Terri. De groep is geschokt wanneer ze toeschouwer zijn bij een ritueel van de Hårga. Hierin plegen een man en vrouw op leeftijd zelfmoord door van een rots te springen. Wanneer de man de val overleeft, slaan andere commune-leden zijn schedel in met een grote houten hamer. Ouderling Siv legt uit dat alle Hårga-leden op hun 72e vrijwillig sterven uit overtuiging. Ze dragen hun namen daarbij over aan kinderen die geboren gaan worden.
Simon en Connie besluiten te vertrekken. Terwijl Connie haar spullen aan het pakken is, vertelt een communelid haar dat haar verloofde al op het station staat. Hij beweert dat er niet genoeg ruimte was in de wagen voor hun tweeën, maar dat ze zo wordt opgehaald. Ze vertrekt gepikeerd. Christian en Josh krijgen ruzie wanneer Christian aankondigt een scriptie te gaan schrijven over de Hårga. Dit terwijl hij weet dat Josh hier ook mee bezig is. Josh interviewt een ouderling. Die vertelt hem dat het runen-alfabet dat de Hårga gebruiken, voortkomt uit schilderijen van kinderen die bewust worden verwekt door middel van incest. Zij dichten die speciale inzichten toe. Hun schilderwerk wordt verzameld in boeken die ze de Rubi Radr noemen en geïnterpreteerd door communeleiders.
Mark plast op een boom waarvan hij niet wist dat die grote betekenis heeft voor de Hårga. Dit maakt communelid Ulf woest. Even later daagt een vrouwelijk communelid Mark uit om met haar mee te gaan. Josh sluipt 's nachts de tempel in. Hij maakt daar foto's van de Rubi Radr, ondanks dat dit hem nadrukkelijk was verboden. Hij is even afgeleid wanneer hij Ulf ziet, terwijl die het afgesneden gezicht van Mark draagt. Daarna krijgt Josh een klap op zijn hoofd met een hamer en wordt wordt zijn lichaam de tempel uitgesleept.
Dani krijgt meer psychedelische drugs. Ze wordt vervolgens met milde hand gedwongen mee te doen aan een danswedstrijd rond een meiboom. Dit blijkt een afvalwedstrijd. Wanneer ze als laatste nog staat, wordt ze met een bloementooi gekroond tot meikoningin. Op hetzelfde moment krijgt ook Christian meer psychedelische drugs. Hij wordt gedesoriënteerd gedwongen om communelid Maja te bevruchten. Dani kijkt door het sleutelgat terwijl dit gebeurt en gaat er gekwetst vandoor. Na de daad sloft Christian naakt en verdwaasd door het weiland. Hij ziet een been van Josh uit de grond steken en vindt Simon, uiteengereten tot bloedarend. Een ouderling verdooft hem. Hij kan vanaf dat moment niets meer bewegen, maar blijft bij bewustzijn.
De Hårga verzamelen zich rond Christian en Dani. Ze leggen haar uit dat de commune negen mensenlevens moet offeren. Vier daarvan zijn aangeleverd door Pelle en Ingmar; Simon, Connie, Mark en Josh. Vier anderen zijn leden van de commune. Meikoningin Dani moet de negende kiezen: Christian of Hårga-lid Torbjörn. De verlamde Christian wordt in het lichaam van een leeggehaalde beer gestopt. Daarna zetten de Hårga hem samen met de acht anderen in een piramidevormige houten tempel. Die wordt daarna in brand gestoken. Dani kijkt toe hoe het bouwwerk in vlammen opgaat. Eerst bedroefd, daarna glimlachend.

## Rolverdeling
| Acteur                 | Personage        |
| ---------------------- | ---------------- |
| Florence Pugh          | Dani Ardor       |
| Jack Reynor            | Christian Hughes |
| William Jackson Harper | Josh             |
| Vilhelm Blomgren       | Pelle            |
| Will Poulter           | Mark             |
| Ellora Torchia         | Connie           |
| Archie Madekwe         | Simon            |
| Björn Andrésen         | Dan              |
| Anna Åström            | Karin            |

## Productie

### Release
Midsommar had een voorpremière op 24 juni 2019 in de Alamo Drafthouse-bioscoop in New York. De film werd in de Verenigde Staten op 3 juli 2019 uitgebracht. Op 30 augustus 2019 verscheen er ook een director's cut-versie van de film die een half uur langer duurt dan de bioscoopversie.

### Ontvangst
De film ontvangt zeer positieve kritieken op zowel Rotten Tomatoes waar het 83% goede reviews ontving, gebaseerd op 334 beoordelingen als op Metacritic waar de film werd beoordeeld met een metascore van 72/100, gebaseerd op 54 critici.

## Achtergrond
- Verschillende gebeurtenissen die plaatsvinden in het laatste deel van de film, worden aangekondigd in de tekeningen aan de muren die van begin af aan te zien zijn in verschillende scènes. Dit geldt onder meer voor het verbranden van de beer, Maja die een schaamhaar in het eten van Christian stopt, de rituele seks tussen Christian en Maja en het runengebruik.[6]
- Hårga is een echte plaats in Zweden. De danswedstrijd in de film werd geïnspireerd door een lokale legende. Hierin verleidt de als vioolspeler vermomde duivel het hele dorp om te dansen op zijn lied. Eenmaal begonnen, blijkt stoppen onmogelijk. De dansers sterven een voor een aan uitputting. De zangeres is een personage in het lied die te laat opmerkt dat de vioolspeler hoeven heeft.[7]